# Verein für Rasensport Wormatia Worms 1980-1981
Questa voce raccoglie le informazioni riguardanti il Verein für Rasensport Wormatia Worms nelle competizioni ufficiali della stagione 1980-1981.

## Stagione
Nella stagione 1980-1981 il Wormatia, allenato da Bernd Fischer e Horst-Dieter Strich, concluse il campionato di 2. Bundesliga al 12º posto. In Coppa di Germania il Wormatia fu eliminato al primo turno dall'Amburgo.

## Rosa
| N. |                          | Ruolo | Calciatore          |
| -- | ------------------------ | ----- | ------------------- |
|    | Germania (bandiera)      | P     | Peter Boom          |
|    | Germania (bandiera)      | P     | Uwe Radmacher       |
|    | Germania (bandiera)      | P     | Karl-Heinz Strohfuß |
|    | Germania (bandiera)      | P     | Manfred Zintl       |
|    | Germania (bandiera)      | D     | Jürgen Dinger       |
|    | Germania (bandiera)      | D     | Helmut Eckstein     |
|    | Germania (bandiera)      | D     | Walfried Günther    |
|    | Germania (bandiera)      | D     | Jürgen Jakob        |
|    | Germania (bandiera)      | D     | Ralf Konietzka      |
|    | Germania (bandiera)      | D     | Harald Röhrenbeck   |
|    | Germania (bandiera)      | D     | Heiner Schmieh      |
|    | Germania (bandiera)      | C     | Dieter Gampfer      |
|    | Germania (bandiera)      | C     | Michael Hoecker     |
|    | Germania (bandiera)      | C     | Bernd Kammer        |
|    | Corea del Sud (bandiera) | C     | Chin-Kook Kim       |

| N. |                     | Ruolo | Calciatore          |
| -- | ------------------- | ----- | ------------------- |
|    | Germania (bandiera) | C     | Peter Klag          |
|    | Germania (bandiera) | C     | Jürgen Klotz        |
|    | Germania (bandiera) | C     | Heinz Lubanski      |
|    | Germania (bandiera) | C     | Karl-Heinz Priester |
|    | Germania (bandiera) | C     | Tilo Sattler        |
|    | Germania (bandiera) | C     | Christian Schopen   |
|    | Germania (bandiera) | C     | Norbert Starzak     |
|    | Germania (bandiera) | C     | Berthold Weiler     |
|    | Germania (bandiera) | C     | Timo Zahnleiter     |
|    | Germania (bandiera) | A     | Egon Bihn           |
|    | Germania (bandiera) | A     | Bodo Mattern        |
|    | Germania (bandiera) | A     | Bernd Nathmann      |
|    | Germania (bandiera) | A     | Alfred Oehrlein     |
|    | Germania (bandiera) | A     | Gerd Scheuermann    |

## Organigramma societario
Area tecnica
- Allenatore: Horst-Dieter Strich
- Allenatore in seconda:
- Preparatore dei portieri:
- Preparatori atletici:

## Calciomercato

### Sessione estiva
| Acquisti | Acquisti      | Acquisti            | Acquisti |
| R.       | Nome          | da                  | Modalità |
| -------- | ------------- | ------------------- | -------- |
| P        | Peter Boom    | Röchling Völklingen |          |
| C        | Chin-Kook Kim | Darmstadt           |          |
| P        | Manfred Zintl | Saarbrücken         |          |

| Cessioni | Cessioni        | Cessioni        | Cessioni |
| R.       | Nome            | a               | Modalità |
| -------- | --------------- | --------------- | -------- |
| D        | Ottmar Becker   | SV Neckargerach |          |
| C        | Günther Gall    | RW Oberhausen   |          |
| A        | Lothar Wesseler | Hertha Berlino  |          |
| P        | Hans Wulf       | Hessen Kassel   |          |

### Sessione invernale
| Acquisti | Acquisti | Acquisti | Acquisti |
| R.       | Nome     | da       | Modalità |
| -------- | -------- | -------- | -------- |

| Cessioni | Cessioni | Cessioni | Cessioni |
| R.       | Nome     | a        | Modalità |
| -------- | -------- | -------- | -------- |

## Risultati

### 2. Bundesliga

#### Girone di andata
| Arbitro: | Klauser |

|                               |           |                            |
| Mattern 12’, 59’ Nathmann 68’ | Marcatori | 5’ Schwarz 76’ Leiendecker |

| Arbitro: | Huster |

|                    |           |              |
| Todzi 26’ Roth 58’ | Marcatori | 88’ Oehrlein |

| Arbitro: | Werner |

|                |           |                        |
| Zahnleiter 77’ | Marcatori | 22’ Walter 88’ Stetter |

| Arbitro: | Schweiger |

|                              |           |                          |
| Dollmann 40’, 70’ Kurbos 48’ | Marcatori | 47’ Nathmann 52’ Mattern |

| Arbitro: | Filla |

|                               |           |                      |
| Nathmann 10’, 47’ Mattern 53’ | Marcatori | 34’ Bittl 71’ Fischl |

| Arbitro: | Hontheim |

|                                                                           |           |            |
| Schmieh 15’ (aut.) Trumpf 21’, 57’ Bein 45’ Krause 46’ Walz 58’ Rothe 88’ | Marcatori | 3’ Starzak |

| Arbitro: | Messmer |

|              |           |                            |
| Oehrlein 47’ | Marcatori | 45’, 86’ Linz 58’ Ettmayer |

| Arbitro: | Gschwender |

|                      |           |  |
| Kubanczyk 27’ (rig.) | Marcatori |  |

| Arbitro: | Hellwig |

|                                         |           |                         |
| Nathmann 29’ Zahnleiter 39’ Hoecker 66’ | Marcatori | 8’ Sommerer 14’ Schmitz |

| Arbitro: | Kinzinger |

|  |           |              |
|  | Marcatori | 59’ Nathmann |

| Arbitro: | Wilhelmi |

|             |           |  |
| Mattern 75’ | Marcatori |  |

| Arbitro: | Röder |

|                                            |           |                                       |
| Histing 12’, 28’ Demange 33’, 85’ Grau 79’ | Marcatori | 43’ Nathmann 69’ Mattern 74’ Eckstein |

| Arbitro: | Michel |

|                                |           |  |
| Böhni 31’ Makan 52’ Kiefer 74’ | Marcatori |  |

| Arbitro: | Stelzer |

|                         |           |          |
| Nathmann 9’ Hoecker 49’ | Marcatori | 59’ Koch |

| Arbitro: | Ermer |

|                                               |           |  |
| Neumann 4’, 87’ Cestonaro 6’, 79’ Posniak 68’ | Marcatori |  |

| Arbitro: | Dellwing |

|                      |           |                         |
| Bihn 22’ Günther 89’ | Marcatori | 42’ Reiß 82’ Dörflinger |

| Arbitro: | Glaw |

|                                   |           |                             |
| Wielandt 22’, 37’ Ludwig 40’, 73’ | Marcatori | 51’ Bihn 74’ (rig.) Mattern |

| Arbitro: | Theobald |

|                                    |           |             |
| Schmieh 57’ Kammer 66’ Mattern 79’ | Marcatori | 90’ Hensold |

| Arbitro: | Binninger |

|                        |           |  |
| Rupp 78’ Ackermann 90’ | Marcatori |  |

#### Girone di ritorno
| Arbitro: | Jupe |

|            |           |  |
| Zimmer 54’ | Marcatori |  |

| Arbitro: | Boos |

|                               |           |                 |
| Mattern 11’, 89’ Oehrlein 15’ | Marcatori | 12’ (rig.) Roth |

| Arbitro: | Engel |

|           |           |              |
| Walter 9’ | Marcatori | 90’ Oehrlein |

| Arbitro: | Brehm |

|                             |           |                   |
| Nathmann 79’ Zahnleiter 83’ | Marcatori | 8’, 68’ Reisinger |

| Arbitro: | Ulm |

|  |           |                                       |
|  | Marcatori | 83’ Mattern 89’ Bihn 90’ (aut.) Bittl |

| Arbitro: | Huster |

|            |           |          |
| Mattern 7’ | Marcatori | 71’ Bein |

| Arbitro: | Gschwender |

|                              |           |              |
| Schulz 21’, 90’ Harforth 28’ | Marcatori | 60’ Oehrlein |

| Arbitro: | Schumann |

|                         |           |  |
| Mattern 21’, 76’ (rig.) | Marcatori |  |

| Arbitro: | Wohlfarth |

|              |           |                          |
| Sommerer 39’ | Marcatori | 13’ Mattern 62’ Nathmann |

| Arbitro: | Filla |

|                                      |           |            |
| Eckstein 44’ Hoecker 47’ Mattern 87’ | Marcatori | 74’ Schaub |

| Arbitro: | Dellwing |

|                         |           |             |
| Hanschitz 50’ Malek 88’ | Marcatori | 78’ Mattern |

| Worms 4 aprile 1981 31ª giornata | Wormatia Worms | 0 – 0 referto | Homburg | Wormatia-Stadion (2 500 spett.)\| Arbitro: \| Clajus \| |
| Arbitro:                         | Clajus         |               |         |                                                         |

| Arbitro: | Tritschler |

|                               |           |                      |
| Oehrlein 8’, 86’ Nathmann 88’ | Marcatori | 90’ Böhni 90’ Kiefer |

| Arbitro: | Ross |

|                 |           |             |
| Hofmann 6’, 61’ | Marcatori | 89’ Mattern |

| Worms 24 aprile 1981 34ª giornata | Wormatia Worms | 0 – 0 referto | Darmstadt | Wormatia-Stadion (7 000 spett.)\| Arbitro: \| Theobald \| |
| Arbitro:                          | Theobald       |               |           |                                                           |

| Arbitro: | Walz |

|                                                         |           |                  |
| Lubanski 8’ (aut.) Birner 10’ Reiß 19’ Bury 85’ Löw 90’ | Marcatori | 50’, 62’ Mattern |

| Worms 8 maggio 1981 36ª giornata | Wormatia Worms | 0 – 0 referto | Hessen Kassel | Wormatia-Stadion (3 000 spett.)\| Arbitro: \| Ermer \| |
| Arbitro:                         | Ermer          |               |               |                                                        |

| Arbitro: | Hellwig |

|  |           |             |
|  | Marcatori | 43’ Mattern |

| Arbitro: | Dücker |

|                                                      |           |            |
| Oehrlein 2’, 75’ Nathmann 7’, 50’ Mattern 58’ (rig.) | Marcatori | 8’ Schäfer |

### Coppa di Germania
| Arbitro: | Heitmann |

| |           |              |
| Magath 7’, 63’ Hartwig 8’, 39’, 68’ Jakobs 19’ von Heesen 41’ Memering 47’ Kaltz 77’, 85’ Milewski 88’ | Marcatori | 72’ Nathmann |

## Statistiche

### Statistiche di squadra
| Competizione      | Punti | In casa | In casa | In casa | In casa | In casa | In casa | In trasferta | In trasferta | In trasferta | In trasferta | In trasferta | In trasferta | Totale | Totale | Totale | Totale | Totale | Totale | DR  |
| Competizione      | Punti | G       | V       | N       | P       | Gf      | Gs      | G            | V            | N            | P            | Gf           | Gs           | G      | V      | N      | P      | Gf     | Gs     | DR  |
| ----------------- | ----- | ------- | ------- | ------- | ------- | ------- | ------- | ------------ | ------------ | ------------ | ------------ | ------------ | ------------ | ------ | ------ | ------ | ------ | ------ | ------ | --- |
| 2. Bundesliga     | 37    | 19      | 11      | 6       | 2       | 38      | 23      | 19           | 4            | 1            | 14           | 22           | 47           | 38     | 15     | 7      | 16     | 60     | 70     | -10 |
| Coppa di Germania | -     | 0       | 0       | 0       | 0       | 0       | 0       | 1            | 0            | 0            | 1            | 1            | 11           | 1      | 0      | 0      | 1      | 1      | 11     | -10 |
| Totale            | 37    | 19      | 11      | 6       | 2       | 38      | 23      | 20           | 4            | 1            | 15           | 23           | 58           | 39     | 15     | 7      | 17     | 61     | 81     | -20 |

### Andamento in campionato
| Giornata  | 1 | 2  | 3  | 4  | 5  | 6  | 7  | 8  | 9  | 10 | 11 | 12 | 13 | 14 | 15 | 16 | 17 | 18 | 19 | 20 | 21 | 22 | 23 | 24 | 25 | 26 | 27 | 28 | 29 | 30 | 31 | 32 | 33 | 34 | 35 | 36 | 37 | 38 |
| --------- | - | -- | -- | -- | -- | -- | -- | -- | -- | -- | -- | -- | -- | -- | -- | -- | -- | -- | -- | -- | -- | -- | -- | -- | -- | -- | -- | -- | -- | -- | -- | -- | -- | -- | -- | -- | -- | -- |
| Luogo     | C | T  | C  | T  | C  | T  | C  | T  | C  | T  | C  | T  | T  | C  | T  | C  | T  | C  | T  | T  | C  | T  | C  | T  | C  | T  | C  | T  | C  | T  | C  | C  | T  | C  | T  | C  | T  | C  |
| Risultato | V | P  | P  | P  | V  | P  | P  | P  | V  | V  | V  | P  | P  | V  | P  | N  | P  | V  | P  | P  | V  | N  | N  | V  | N  | P  | V  | V  | V  | P  | N  | V  | P  | N  | P  | N  | V  | V  |
| Posizione | 4 | 10 | 13 | 15 | 12 | 18 | 17 | 18 | 18 | 15 | 12 | 14 | 16 | 15 | 16 | 16 | 16 | 16 | 17 | 18 | 15 | 15 | 15 | 14 | 14 | 15 | 13 | 13 | 12 | 13 | 12 | 13 | 12 | 12 | 14 | 14 | 14 | 12 |

Legenda:

Luogo: C = Casa; T = Trasferta. Risultato: V = Vittoria; N = Pareggio; P = Sconfitta.

### Statistiche dei giocatori
| Giocatore      | 2. Bundesliga | 2. Bundesliga | 2. Bundesliga | 2. Bundesliga | Coppa di Germania | Coppa di Germania | Coppa di Germania | Coppa di Germania | Totale   | Totale | Totale      | Totale     |
| Giocatore      | Presenze      | Reti          | Ammonizioni   | Espulsioni    | Presenze          | Reti              | Ammonizioni       | Espulsioni        | Presenze | Reti   | Ammonizioni | Espulsioni |
| -------------- | ------------- | ------------- | ------------- | ------------- | ----------------- | ----------------- | ----------------- | ----------------- | -------- | ------ | ----------- | ---------- |
| E. Bihn        | 17            | 3             | 1             | 0             | 0                 | 0                 | 0                 | 0                 | 17       | 3      | 1           | 0          |
| P. Boom        | 4             | 0             | 1             | 0             | 1                 | 0                 | 0                 | 0                 | 5        | 0      | 1           | 0          |
| J. Dinger      | 0             | 0             | 0             | 0             | 0                 | 0                 | 0                 | 0                 | 0        | 0      | 0           | 0          |
| H. Eckstein    | 32            | 2             | 3             | 0             | 1                 | 0                 | 0                 | 0                 | 33       | 2      | 3           | 0          |
| D. Gampfer     | 1             | 0             | 0             | 0             | 0                 | 0                 | 0                 | 0                 | 1        | 0      | 0           | 0          |
| W. Günther     | 32            | 1             | 5             | 0             | 0                 | 0                 | 0                 | 0                 | 32       | 1      | 5           | 0          |
| M. Hoecker     | 21            | 3             | 3             | 0             | 1                 | 0                 | 0                 | 0                 | 22       | 3      | 3           | 0          |
| J. Jakob       | 1             | 0             | 0             | 0             | 0                 | 0                 | 0                 | 0                 | 1        | 0      | 0           | 0          |
| B. Kammer      | 20            | 1             | 1             | 0             | 0                 | 0                 | 0                 | 0                 | 20       | 1      | 1           | 0          |
| C. Kim         | 11            | 0             | 0             | 0             | 0                 | 0                 | 0                 | 0                 | 11       | 0      | 0           | 0          |
| P. Klag        | 0             | 0             | 0             | 0             | 0                 | 0                 | 0                 | 0                 | 0        | 0      | 0           | 0          |
| J. Klotz       | 0             | 0             | 0             | 0             | 0                 | 0                 | 0                 | 0                 | 0        | 0      | 0           | 0          |
| R. Konietzka   | 8             | 0             | 1             | 0             | 1                 | 0                 | 0                 | 0                 | 9        | 0      | 1           | 0          |
| H. Lubanski    | 28            | 0             | 5             | 0             | 1                 | 0                 | 0                 | 0                 | 29       | 0      | 5           | 0          |
| B. Mattern     | 35            | 22            | 4             | 1             | 0                 | 0                 | 0                 | 0                 | 35       | 22     | 4           | 1          |
| B. Nathmann    | 37            | 13            | 4             | 0             | 1                 | 1                 | 0                 | 0                 | 38       | 14     | 4           | 0          |
| A. Oehrlein    | 34            | 9             | 2             | 0             | 1                 | 0                 | 0                 | 0                 | 35       | 9      | 2           | 0          |
| K. Priester    | 1             | 0             | 0             | 0             | 0                 | 0                 | 0                 | 0                 | 1        | 0      | 0           | 0          |
| U. Radmacher   | 0             | 0             | 0             | 0             | 0                 | 0                 | 0                 | 0                 | 0        | 0      | 0           | 0          |
| H. Röhrenbeck  | 0             | 0             | 0             | 0             | 0                 | 0                 | 0                 | 0                 | 0        | 0      | 0           | 0          |
| T. Sattler     | 31            | 0             | 2             | 0             | 1                 | 0                 | 0                 | 0                 | 32       | 0      | 2           | 0          |
| G. Scheuermann | 23            | 0             | 0             | 0             | 1                 | 0                 | 0                 | 0                 | 24       | 0      | 0           | 0          |
| H. Schmieh     | 33            | 1             | 4             | 0             | 1                 | 0                 | 0                 | 0                 | 34       | 1      | 4           | 0          |
| C. Schopen     | 31            | 0             | 1             | 1             | 0                 | 0                 | 0                 | 0                 | 31       | 0      | 1           | 1          |
| N. Starzak     | 15            | 1             | 2             | 0             | 1                 | 0                 | 0                 | 0                 | 16       | 1      | 2           | 0          |
| K. Strohfuß    | 36            | 0             | 0             | 0             | 0                 | 0                 | 0                 | 0                 | 36       | 0      | 0           | 0          |
| B. Weiler      | 1             | 0             | 0             | 0             | 1                 | 0                 | 0                 | 0                 | 2        | 0      | 0           | 0          |
| T. Zahnleiter  | 33            | 3             | 2             | 0             | 1                 | 0                 | 0                 | 0                 | 34       | 3      | 2           | 0          |
| M. Zintl       | 2             | 0             | 0             | 0             | 0                 | 0                 | 0                 | 0                 | 2        | 0      | 0           | 0          |